# اندی کرافورد (زاده ۱۹۵۹)
اندی کرافورد (انگلیسی: Andy Crawford؛ زادهٔ ۳۰ ژانویهٔ ۱۹۵۹) بازیکن فوتبال اهل بریتانیا است.
از باشگاه‌هایی که در آن بازی کرده‌است می‌توان به باشگاه فوتبال کاردیف سیتی اشاره کرد.